# Juan Rojas
Juan Alfonso Rojas Peña (Almería, 30 de noviembre de 1948 - † Almería, 14 de agosto de 2000) fue un jugador de fútbol profesional español de la Primera División de España que jugaba de extremo derecho.

## Biografía
Juan Rojas nació en 1948 en Almería, se crio en el barrio Alto de la capital almeriense y desarrolló toda su carrera profesional en esta ciudad.
Su primer equipo fue el CD San Quintín en categoría infantil. Más adelante militaría en el At. Baleares de Almería y Plus Ultra CF de Almería en categoría juvenil, para pasar después a jugar en el CD Atlético Calvo Sotelo de Puertollano, ya en categoría sénior, antes de volver a Almería de nuevo para jugar en la Agrupación Deportiva Almería.
Su papel más destacado en el fútbol profesional español fue capitanear a la Agrupación Deportiva Almería, equipo ya desaparecido, en su ascenso desde Regional Preferente y su singladura por Primera División. Con Juan Rojas al frente, el 7 a la espalda, la AD Almería consiguió quedar entre los diez primeros equipos clasificados. Tuvo el honor de marcar el primer gol del equipo en primera división, en el Franco Navarro, frente al Real Zaragoza, al que se venció por 1-0.
Hasta el ascenso de la Unión Deportiva Almería a Primera División en la temporada 2006-2007, la AD Almería había sido el único equipo almeriense que había jugado en Primera.
Juan Rojas abandonó los terrenos de juego en 1979, pasando a la secretaría técnica de la AD Almería y dedicándose posteriormente al fútbol base. Fue entrenador del equipo brevemente desde 1981 hasta 1982.Como formador, descubrió a Francisco, uno de los jugadores más importantes de la UD Almería.
Ocupó puestos de gestión política como concejal de cultura y deportes del Ayuntamiento de Almería. Fue uno de los principales abanderados de la existencia de un solo club en la capital, que pudiera hacerse grande como lo fue la AD Almería, pues entonces existían en Almería, el CP Almería y el Almería Club de Fútbol. Este empeño dio sus frutos en 2001, con la retirada del CP Almería de la competición profesional y el cambio de nombre del Almería CF a UD Almería, quedando así este club como el único máximo representante futbolístico de la capital.
También fue uno de los principales avales de la candidatura de Almería para los XV edición de los Juegos Mediterráneos, que se celebraron en 2005 con enorme repercusión en la vida deportiva y social de la provincia.
Desafortunadamente, murió en 2000 a causa de un infarto sin poder ver el resultado de sus esfuerzos. Tras su muerte, el campo municipal de fútbol de Almería pasó a llamarse Estadio Municipal Juan Rojas.
Como curiosidad cabe destacar que fue el suegro del hermano de José Ortiz Bernal. También hay que destacar que sus hijos son: María Rojas Pérez, Noelia Rojas Pérez, Javier Rojas Pérez, Juan Rojas Pérez y David Rojas Pérez. Además María Rojas Pérez estuvo casada con Daniel Ortiz Bernal, hermano de José Ortiz Bernal, exfutbolista del Almería